# Sundsvaltjärnarna
Sundsvaltjärnarna är en sjö i Åre kommun i Jämtland och ingår i Indalsälvens huvudavrinningsområde.